# Ex edificio della Reichsbank

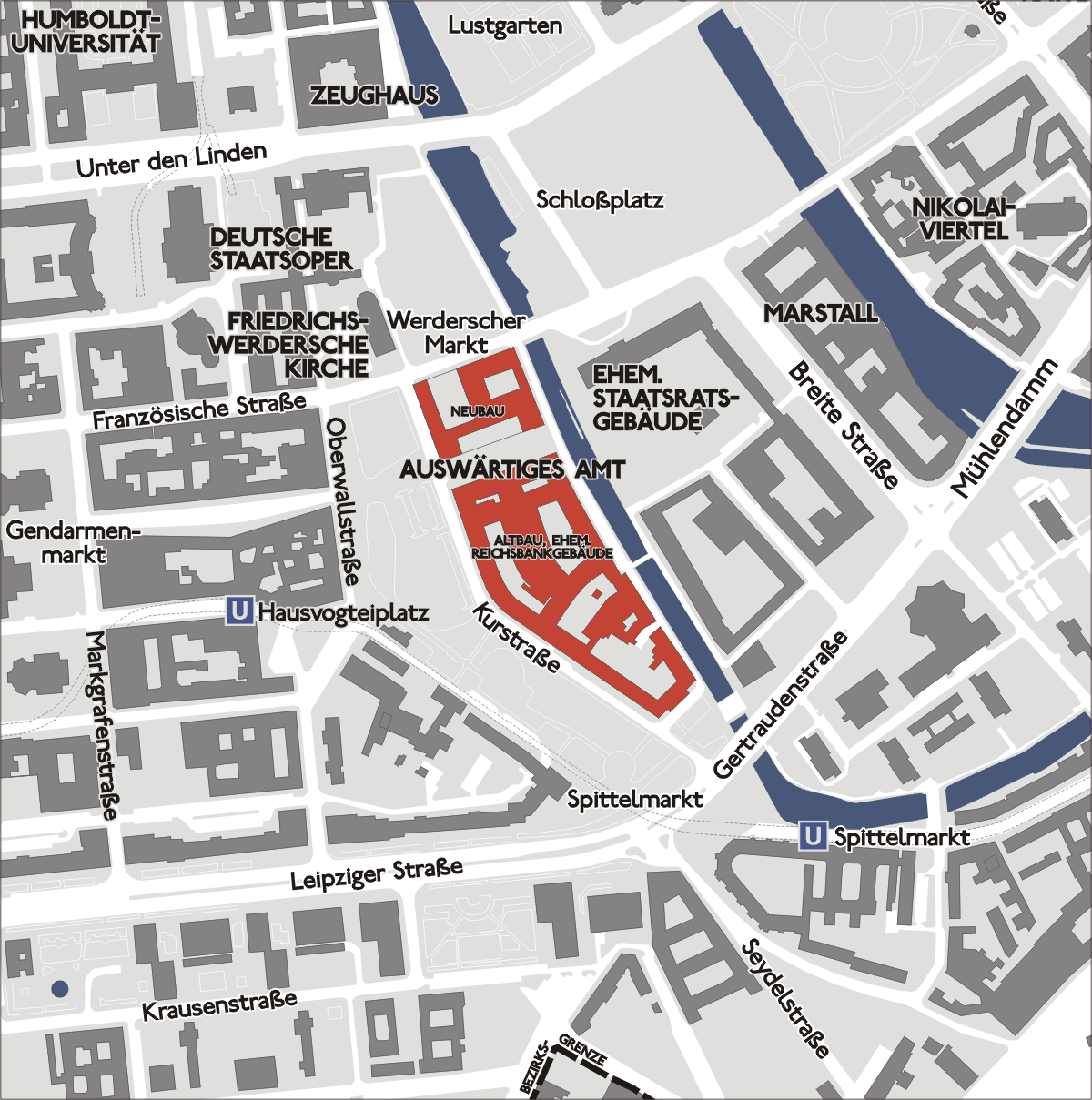
Mappa del quartiere di Friedrichswerder con la casa di Werderscher Markt (Ex edificio della Reichsbank) in rosso. Il vecchio blocco, costruito negli anni '30, è a sud, e il nuovo blocco, quello degli anni '90, a nord.

L'ex edificio della Reichsbank (in tedesco: Haus am Werderschen Markt) è un edificio di Berlino, costruito originariamente nel 1934-38 per ospitare la Reichsbank e oggi ospita parte del Ministero degli affari esteri.
È uno dei rimanenti esempi di architettura nazista, l'edificio fu commissionato nel 1933. Il concorso di progettazione attirò un numero di partecipanti, tra cui due architetti Bauhaus che avrebbero dovuto in seguito fuggire dai nazisti, da Walter Gropius e da Ludwig Mies van der Rohe. Fu vinto, tuttavia, da Heinrich Wolff, il cui progetto prevedeva una struttura a faccia in pietra su un nucleo in cemento armato.
Dopo la seconda guerra mondiale, l'edificio, ora a Berlino Est, ospitò dapprima il ministero delle finanze della Germania orientale e, dal 1959, il Partito Socialista Unificato di Germania. Dopo la riunificazione fu costruita una nuova sede per il Ministero degli affari esteri, e l'ex edificio della Reichsbank divenne parte del suo complesso di uffici, subendo modifiche a tal fine supervisionate da Hans Kollhoff.